# István Bálint
Dans le nom hongrois Bálint István, le nom de famille précède le prénom, mais cet article utilise l’ordre habituel en français István Bálint, où le prénom précède le nom.
István Bálint, né le 11 juillet 1943 et mort le 11 octobre 2007 à Budapest, est un acteur et réalisateur d'avant-garde hongrois. Il est célèbre pour avoir participé à la troupe du Lakásszínház dans la capitale hongroise, devenu en 1976 le Squat Theatre après son émigration aux États-Unis. Il est le fils du peintre Endre Bálint et le père de l'actrice Eszter Bálint.